# Donald McNutt Douglass
Donald McNutt Douglass (* 7. Dezember 1899 in Houston, Texas; † September 1971), geboren als Donald Edwin McNutt, war ein US-amerikanischer Architekt im Hauptberuf und Krimi-Autor.
Die drei „Inselromane“ McNutt Douglass’, deren Schauplatz die Karibik ist, sind in der deutschsprachigen Ausgabe zuletzt im Ullstein Verlag erschienen, inzwischen aber nur mehr antiquarisch erhältlich.

## Leben
Er wurde als Sohn von Lillian Ella Lou „Lillie“ Pollock (* 12. November 1873) und John Edwin McNutt geboren. Sein Vater war Pastor der Presbyterianischen Kirche in Effingham, Illinois. Douglass studierte an der Yale University und ein Jahr in Frankreich und Italien. Danach arbeitete er mehrere Jahre in Architekturbüros und als Grafiker für Zeitschriften. Kurz nach seiner Heirat unternahm er mit seiner Frau ein einjährige Studienreise nach Deutschland. Anschließend gründete er seine eigene Baufirma.
In den Jahren zwischen 1955 und 1961 hat Donald McNutt Douglass drei Kriminalromane geschrieben: der erste dieser Romane war Rebecca's Pride, der 1957 als bester Erstlingsroman eines amerikanischen Autors mit dem Edgar Allan Poe Award ausgezeichnet wurde, kurz Edgar genannt, einem der bedeutendsten Preise für kriminalistische Werke in den USA.
Im Mittelpunkt der drei Romane McNutt Douglass’ steht der schwarze Polizei-Captain Bolivar Manchenil. Manchenil ist über 50 Jahre alt, 192 cm groß, wiegt 300 amerikanische Pfund, hat mit seiner Frau Millie 10 Kinder und ist auf dem niederländischen Sint Maarten in der Karibik im Einsatz. Im Roman Mann über Bord wird Manchenil zum Polizeimajor befördert, muss aber seine Insel verlassen. Im letzten der drei Romane, Sabas Schatz, wird das Geschehen aus der Sicht des neu eingeführten jungen Mitarbeiters von Manchenil geschildert: Lieutenant Sabastian Saba Fugaros. Bis dahin ist in den beiden ersten Romanen Captain Bolivar Manchenil der Ich-Erzähler.
Einer der größten Bewunderer der Werke McNutt Douglass’ war Rex Stout, der Autor der Nero-Wolfe- und Archie-Goodwin-Romane. Stout bezeichnete Captain Manchenil einen der besten Detektive, die er kenne.
Angeblich soll McNutt Douglass sich bemüht haben, ein anti-religiöses Buch über die Religionen zu schreiben; dieses Manuskript soll existieren, wurde aber nie veröffentlicht.

## Auszeichnungen
- 1957 Edgar Allan Poe Award – Kategorie Bester Erstlingsroman für Rebecca's Pride (dt. Calypso Song. Goldmann, München 1958)

## Romane und sonstige Veröffentlichungen
- 1954 Ghost of Greenwich Village, Ellery Queen’s Mystery Magazine, Volume 23, Nr. 123, Februar 1954
- 1955 The Perfectionist, Ellery Queen’s Mystery Magazine, Nr. 143, Oktober 1955
- 1956 Don't argue with the Captain, Ellery Queen’s Mystery Magazine, Nr. 149, April 1956
- 1956  Rebecca's Pride, Harper & Brothers – Calypso Song, dt. von Paul Baudisch, Goldmann Verlag, 1958 und in der Neuauflage Yankee go home, dt. von Gisela Stege, Rowohlt Verlag, Reinbek 1974; ISBN 3-499-42308-1, sowie Rebeccas Stolz, Verlag Ullstein GmbH, 1987, ISBN 3-548-10495-9
- 1958  Many Brave Hearts, Harper & Brothers – Mann über Bord, dt. von Maria Dessauer, Verlag Ullstein GmbH, 1962 und 1988; ISBN 3-548-10516-5
- 1961 Saba's Treasure, Harper & Brothers – Sabas Schatz, Verlag Ullstein GmbH, dt. von Gabriele Kunstmann; ISBN 3-548-10534-3